# Charlotte Maxeke
Charlotte Makgomo (nascuda Mannya) Maxeke (Fort Beaufort, 7 d'abril de 1871 - 16 d'octubre de 1939) fou una líder religiosa sud-africana, activista social i política. Va ser la primera dona negra que es va graduar amb un títol universitari a Sud-àfrica amb una llicenciatura a la Wilberforce University Ohio el 1901, així com la primera dona negra africana que es va graduar en una universitat nord-americana.

## Primers anys de vida
Charlotte Makgomo (nascuda Mannya) Maxeke va néixer a Fort Beaufort, a Cap Oriental, el 7 d'abril de 1871. Era filla de John Kgope Mannya, el fill del cap Modidima Mannya del poble Batlokwa, sota el cap Mamafa Ramokgopa i d'Anna Manci, una dona xosa de Fort Beaufort. El pare de Mannya era contramestre de carreteres i predicador laic presbiterià, i la seva mare professora. L'avi de Mannya va ser un important conseller del rei dels Basotho. Poc després del seu naixement, la família de Mannya es va traslladar a Fort Beaufort, on el seu pare havia obtingut feina en una empresa de construcció de carreteres. Els detalls sobre els germans de Mannya no són clars, però tenia una germana coneguda com a Katie, que va néixer a Fort Beaufort. La data de naixement de Mannya està en disputa, amb possibles dates que van des de 1871, 1872 a 1874. La ministra d'Afers Interns de Sud-àfrica, Naledi Pandoor, va tenir especial interès en aquest detall de la vida de Charlotte Maxeke, però no es van trobar registres. La data del 1871 s'accepta sovint, ja que no entra en conflicte amb l'edat de la seva germana menor Katie que va néixer el 1873.
Als vuit anys, va començar classes de primària en una escola missionera impartida pel reverend Isaac Williams Wauchope a Uitenhage. Va destacar en neerlandès i anglès, matemàtiques i música. Va passar llargues hores tutoritzant els seus companys de classe menys hàbils, sovint amb gran èxit. El reverend Wauchope va acreditar a Mannya gran part del seu èxit docent, sobretot pel que fa a les llengües. La destresa musical de Mannya ja era visible a una edat primerenca. Descrivint el cant de Charlotte, el reverend Henry Reed Ngcayiya, ministre de l'Església Unida i amic de la família, va dir: "Tenia la veu d'un àngel al cel".
Des d'Uitenhage, Charlotte es va traslladar a Port Elizabeth per estudiar a l'Edward Memorial School amb el director Paul Xiniwe. Charlotte va destacar i va completar els seus estudis secundaris en un temps rècord, aconseguint les notes més altes possibles. El 1885, després del descobriment de diamants, Charlotte es va traslladar a Kimberley, a Cap Septentrional amb la seva família.

## Viatges a l'estranger
Després d'arribar a Kimberley, Cap Septentrional, el 1885, Charlotte va començar a ensenyar els fonaments de les llengües indígenes als expatriats i l'anglès bàsic als "nois patrons" africans. Charlotte i la seva germana Katie es van unir al cor africà del jubileu el 1891. El seu talent va atreure l'atenció del KV Bam, un mestre de cor local que estava organitzant un cor africà per recórrer Europa. L'èxit de Charlotte després de la seva primera actuació en solitari a l'ajuntament de Kimberley va donar lloc immediatament al seu nomenament al cor amb destinació a Europa. El grup va deixar Kimberley a principis de 1896 i va cantar a nombroses audiències a les principals ciutats europees. Va liderar actuacions reals, incloent una a la reina Victòria durant el Jubileu de 1897 al Londres 's Royal Albert Hall, ampliant el seu prestigi. Segons el Fòrum Feminista Africà, les dues dones eren tractades com a novetats, cosa que les feia incòmodes. Al final de la gira europea, el cor va fer una gira per Amèrica del Nord, on va aconseguir exhaurir localitats al Canadà i als Estats Units.
Durant la gira del cor pels Estats Units, el grup va ser abandonat per la seva escorta a Cleveland. El bisbe Daniel A. Payne, de l'Església Metodista Africana (AME) d'Ohio, antic missioner del Cap, va organitzar els assistents a l'església per proporcionar permanència continuada de la tropa abandonada als Estats Units. Tot i que el cor desitjava assistir a la Universitat de Howard, se’ls va obligar a conformar-se amb una beca d'església a la Wilberforce University, la AME Church University de Xenia, Ohio, als Estats Units. Mannya va acceptar l'oferta. A la universitat, va rebre classes de W.E.B. Du Bois, un important panafricanista. Després d'obtenir el títol de llicenciada a la Universitat Wilberforce el 1901, es va convertir en la primera dona sud-africana negra a obtenir un títol.
Va ser a Wilberforce quan Mannya va conèixer el seu futur marit, el doctor Marshall Maxeke, un xhosa nascut l'1 de novembre de 1874 a Middledrift. La parella va perdre un fill abans del seu matrimoni i no va tenir fills després. Es van casar el 1903.

## Activisme polític i vida posterior
Charlotte va esdevenir políticament activa mentre estava a l'Església Episcopal Metodista Africana i, a través de les seves connexions amb l'Església etíop, la va portar a Sud-àfrica.
Mentre estava a l'església AME, Maxeke va participar molt en l'ensenyament i predicació de l'Evangeli i en la defensa de l'educació per als africans de Sud-àfrica. Més tard, l'església va elegir-la presidenta de la Societat Missionera de Dones.
Poc després del seu retorn a Sud-àfrica, el 1902, Maxeke va començar la seva participació en la política anticolonial. Va ser l'única dona entre els líders, inclosos els reis, els caps i altres líders polítics i comunitaris, que van ser convidats a Bloemfontein el 8 de gener de 1912 a la conferència d'inauguració del Congrés Nacional d'Actius Sud-africans, que es va convertir posteriorment en el Congrés Nacional Africà. Maxeke va assistir al llançament formal del Congrés Nacional dels Natius Sud-africans a Bloemfontein el 1912. Maxeke també va participar en moviments contra les lleis de passaport interiors a través de les seves activitats polítiques. Durant la campanya anti-passaports de Bloemfontein, Maxeke va servir d'impuls cap a una eventual protesta organitzant dones contra les lleis de passaports.
Moltes de les preocupacions de Maxeke estaven relacionades tant amb temes socials com amb temes relacionats amb l'Església. Charlotte va escriure sobre els assumptes polítics i socials que enfronten les dones a isiXhosa. A la peça d'escriptura Umteteli wa Banti va escriure sobre aquests temes específics.
A causa de la seva activitat en demostracions contra les lleis de passaports, Maxeke va ser conduïda a fundar la Lliga de Dones Bantu (BWL) que més tard va passar a formar part de la Lliga de Dones del Congrés Nacional Africà, el 1918. El BWL sota la direcció de Maxeke era un moviment de base que servia com a forma de recollir els greuges d'una base rural en gran part pobra. El BWL de Maxeke també exigia millors condicions de treball per a les treballadores agrícoles, tot i que les autoritats blanques van ignorar-les. A més, Maxeke va dirigir una delegació al llavors primer ministre sud-africà, Louis Botha, per discutir la qüestió dels passis per a dones. Aquestes discussions van resultar en una protesta contra els permisos per a dones l'any següent. Maxeke i un exèrcit de 700 dones van marxar a l'Ajuntament de Bloemfontein, on van cremar els seus passis. Es va dirigir a una organització pel dret de vot de les dones, anomenada Women's Reform Club de Pretòria, i es va unir al consell d'Europa i Bantu's. Maxeke va ser elegida presidenta de la societat missionera de dones. Maxeke va participar amb protestes relacionades amb els baixos salaris a Witwatersrand i finalment es va unir al Sindicat de Treballadors Industrials i Comercials el 1920. Les habilitats de lideratge de Maxeke la van portar a ser cridada pel ministeri sud-africà d'Educació per declarar davant de diverses comissions governamentals a Johannesburg sobre qüestions relacionades amb l'educació africana, per primer cop per a qualsevol africà de qualsevol gènere. Va continuar participant en molts grups multirracials que lluitaven contra el sistema d'apartheid i pels drets de les dones.
El marit de Maxeke, Marshall Maxeke, va morir el 1928. El mateix any Maxeke va crear una agència d'ocupació per als africans a Johannesburg i també començaria a funcionar com a oficial de llibertat condicional juvenil. Maxeke va romandre una mica activa en la política sud-africana fins a la seva mort, exercint de líder de l'ANC als anys trenta. Maxeke també va ser fonamental en la fundació del Consell Nacional de les Dones Africanes, que va servir per protegir el benestar dels africans a Sud-àfrica. Maxeke va morir el 1939 a Johannesburg, Gauteng, als 65 anys.

## Llegat
L'antic "Hospital General de Johannesburg", es va rebatejar en honor seu i ara es coneix com a "Hospital Acadèmic Charlotte Maxeke de Johannesburg". El submarí SAS Charlotte Maxeke de la Marina sud-africana també va rebre el seu nom. Maxeke és sovint homenatjada com la "Mare de la Llibertat Negra a Sud-àfrica". Hi ha una escola bressol de l'ANC que porta el nom de Charlotte Maxeke. Una estàtua seva es troba al jardí del record de Pretòria, a Sud-àfrica. En un acte del 2015 dedicat al Dia Internacional de la Dona a la plaça Walter Sisulu de Kliptown, el MEC de Desenvolupament d'Infraestructures de Gauteng té previst convertir la casa de Maxeke en museu i centre d'interpretació. Aquests submarins van rebre el nom de tres poderoses dones sud-africanes: S101 (amb el nom de SAS Manthatisi, guerrera del cap de la tribu Batlokwa), S102 (amb el nom de Charlotte Maxeke) i S103 (amb el nom de la reina sud-africana de la pluja Modjaji). L'ANC també acull una conferència anual commemorativa sobre Charlotte Maxeke. El carrer Beatrice de Durban es va canviar per Charlotte Maxeke Street en honor seu. El carrer Maitland de Bloemfontein es va canviar el nom a Charlotte Maxeke Street en honor de la seva contribució a Sud-àfrica.